# Ольховка (Могилёвский район)
Ольховка (бел. Альхоўка) — деревня в составе Осиновского сельсовета Чаусского района Могилёвской области Республики Беларусь.

## Население
- 1999 год — 34 человека
- 2010 год — 15 человек
- 2017 год — 5 человек